# 조정권
조정권(趙鼎權, 1949년 2월 22일 ~ 2017년 11월 8일)은 대한민국의 시인이다.
서울 출생이며, 1970년 《현대문학》에 추천되어 문단에 등단하였다. 녹원문학상, 한국시인협회상을 수상하였으며, 시집 《비를 바라보는 일곱가지 마음의 형태》,《시편》 등을 출간했다.
2017년 11월 8일, 68세를 일기로 숨졌다.

## 상훈
조정권은 다음의 문학상 등을 수상하였다.
- 1985년 녹원문학상
- 1987년 한국시인협회상
- 1991년 김수영문학상
- 1992년 소월시문학상
- 1994년 현대문학상
- 2006년 김달진문학상
- 2011년 목월문학상

## 같이 보기
- 한국어 시인 목록
- 한국 문학

## 참고 문헌
- 이 문서에는 다음커뮤니케이션(현 카카오)에서 GFDL 또는 CC-SA 라이선스로 배포한 글로벌 세계대백과사전의 내용을 기초로 작성된 글이 포함되어 있습니다.